# FIBA Africa Clubs Champions Cup 2007-2008
La FIBA Africa Clubs Champions Cup del 2007 è una competizione per club di pallacanestro maschile che si è tenuta a Luanda in Angola dal al dicembre 2007; è stata la ventiduesima edizione della massima competizione per club africani di pallacanestro.
È stata vinta dal CD Primeiro de Agosto, squadra di Luanda che è giunta al quarto titolo continentale, nella finale contro i connazionali del Petro Atlético squadra sempre di Luanda.

## Squadre partecipanti
| Angola         | CD Primeiro de Agosto · Petro Atlético · GD Interclube |
| Benin          | ASPAC                                                  |
| RD del Congo   | ASB Kauka · BC Onatra                                  |
| Costa d'Avorio | Abidjan BC                                             |
| Guinea         | MBC                                                    |
| Mali           | Stade Malien                                           |
| Mozambico      | Clube Ferroviário da Beira                             |
| Nigeria        | Niger Potters BC                                       |
| Ruanda         | APR BC                                                 |

## Regular Season

### Gruppo A
|    | Squadra               | Pld | W | L | PF  | PA  | Diff  |
| -- | --------------------- | --- | - | - | --- | --- | ----- |
| 1. | CD Primeiro de Agosto | 5   | 5 | 0 | 449 | 267 | + 182 |
| 2. | GD Interclube         | 5   | 3 | 2 | 350 | 265 | + 85  |
| 3. | APR BC                | 5   | 2 | 3 | 291 | 380 | - 89  |
| 4. | ASB Kauka             | 5   | 2 | 3 | 303 | 316 | - 13  |
| 5. | MBC                   | 5   | 2 | 3 | ?   | ?   | ?     |
| 6. | ASPAC                 | 5   | 0 | 5 | ?   | ?   | ?     |

### Gruppo B
|    | Squadra                    | Pld | W | L | PF  | PA  | Diff  |
| -- | -------------------------- | --- | - | - | --- | --- | ----- |
| 1. | Petro Atlético             | 5   | 5 | 0 | 415 | 249 | + 166 |
| 2. | Abidjan BC                 | 5   | 4 | 1 | 397 | 271 | + 126 |
| 3. | Niger Potters BC           | 5   | 3 | 2 | 377 | 368 | + 9   |
| 4. | BC Onatra                  | 5   | 2 | 3 | 327 | 346 | - 19  |
| 5. | Stade Malien               | 5   | 0 | 5 | 268 | 368 | - 100 |
| 6. | Clube Ferroviário da Beira | 5   | 1 | 5 | 229 | 411 | -182  |

## Quarti di finale
| Squadra #1       | Punteggio | Squadra #2            |
| ---------------- | --------- | --------------------- |
| BC Onatra        | 46 - 104  | CD Primeiro de Agosto |
| ASB Kauka        | 45 - 79   | Petro Atlético        |
| Niger Potters BC | 56 - 65   | GD Interclube         |
| APR BC           | 37 - 81   | Abidjan BC            |

## Final Four

### Semifinali
| Squadra #1            | Punteggio | Squadra #2    |
| --------------------- | --------- | ------------- |
| Petro Atlético        | 59 - 43   | GD Interclube |
| CD Primeiro de Agosto | 68 - 63   | Abidjan BC    |

### Finale 7º / 8º posto
| Squadra #1       | Punteggio | Squadra #2 |
| ---------------- | --------- | ---------- |
| Niger Potters BC | 93 - 74   | APR BC     |

### Finale 5º / 6º posto
| Squadra #1 | Punteggio | Squadra #2 |
| ---------- | --------- | ---------- |
| BC Onatra  | 49 - 44   | ASB Kauka  |

### Finale 3º / 4º posto
| Squadra #1    | Punteggio | Squadra #2 |
| ------------- | --------- | ---------- |
| GD Interclube | 53 - 60   | Abidjan BC |

### Finale
| Squadra #1            | Punteggio | Squadra #2     |
| --------------------- | --------- | -------------- |
| CD Primeiro de Agosto | 61 - 53   | Petro Atlético |

## Campioni
| Campione d'Africa 2007          |
| ------------------------------- |
| CD Primeiro de Agosto 4º titolo |

## Premi
| Premio                   | Vincitore                                                                     | #          | Squadra                                                        |
| ------------------------ | ----------------------------------------------------------------------------- | ---------- | -------------------------------------------------------------- |
| MVP                      | Olímpio Cipriano                                                              |            | CD Primeiro de Agosto                                          |
| Miglior marcatore        | Abou Bakar                                                                    | ? punti    | Niger Potters BC                                               |
| Miglior rimbalzista      | Eduardo Mingas                                                                | ? rimbalzi | Petro Atlético                                                 |
| Miglior marcatore da tre | Euclides Camacho                                                              | ? triple   | GD Interclube                                                  |
| Miglior quintetto        | Shannon Croocks Olímpio Cipriano Joaquim Gomes Stéphane Konaté Eduardo Mingas |            | Petro Atlético CD Primeiro de Agosto Abidjan BC Petro Atlético |
| Premio fair play         |                                                                               |            | ?                                                              |